# Justin Gaston
Pour les articles homonymes, voir Gaston.
Justin Michael Gaston (né le 12 août 1988 à Pineville en Louisiane) est un mannequin et acteur américain.

## Biographie
Né à Pineville, en Louisiane, Justin a quitté sa ville natale à l'âge de 17 ans, afin de devenir acteur.
Une fois installé à Los Angeles, il devient mannequin de sous-vêtements pour les marques Christian Audigier, Adidas, International Jock, Hugo Boss, et bien d'autres marques. En 2008, il a participé à la sixième saison de l'émission de télé-réalité, Nashville Star. Cette même année, il figure dans le clip de Taylor Swift "Love Story".
Depuis février 2014, il joue le rôle de Ben Rogers dans le feuilleton télévisé, Des jours et des vies.

## Vie privée
En mai 2009, Justin met un terme à sa relation avec la chanteuse, Miley Cyrus, qu'il fréquente alors depuis septembre 2008.
De 2009 à 2010, il a été en couple avec l'actrice Carlson Young. Depuis 2011, il est en couple avec l'actrice et mannequin Melissa Ordway, de cinq ans son aînée. Après s'être fiancés en janvier 2012, ils se sont mariés le 22 septembre 2012.

## Filmographie

### Cinéma
- 2011 : Escape : Kyle Robertson
- 2011 : Retail (Court-métrage) : Johnny
- 2015 : Hollywood Miles (Court-métrage) : Chad
- 2015 : Ice Cream : Mark
- 2020 : Until We Meet Again : Shane
- 2020 : Night Into Day : James

### Télévision
- 2009 : Glee (Série TV) : Un joueur de football
- 2011 : Face à ma sœur jumelle (Deadly Sibling Rivalry) (Téléfilm) : Un officier de patrouille
- 2012 : Chasing the Hill (Téléfilm) : Bradley Lachman
- 2012 : Single Ladies (Série TV) : Gavin
- 2013 : The Client List (Série TV) : J.D. Whitman Jr.
- 2014 : Des jours et des vies (Day of Our Lives) (Série TV) : Ben Rogers
- 2015 : La Folle Histoire de "La fête à la maison" (The Unauthorized Full House Story) (Série TV) : John Stamos
- 2018-2019 : The Haves and the Have Nots (Série TV) : Mack
- 2020 : Beautiful Hawed (Téléfilm) : James